# Zamfir, Montana
Zamfir (în bulgară Замфир) este un sat în comuna Lom, regiunea Montana,  Bulgaria. 

## Demografie
Componența etnică a satului Zamfir
     Bulgari (96,22%)
     Romi (2,18%)
     Nicio identificare (1,59%)
     Altele (0,39%)
La recensământul din 2011, populația satului Zamfir era de 1.006 locuitori. Din punct de vedere etnic, majoritatea locuitorilor (96,22%) erau bulgari, cu o minoritate de romi (2,18%). Pentru 1,59% din locuitori nu este cunoscută apartenența etnică.